# Michael Pan

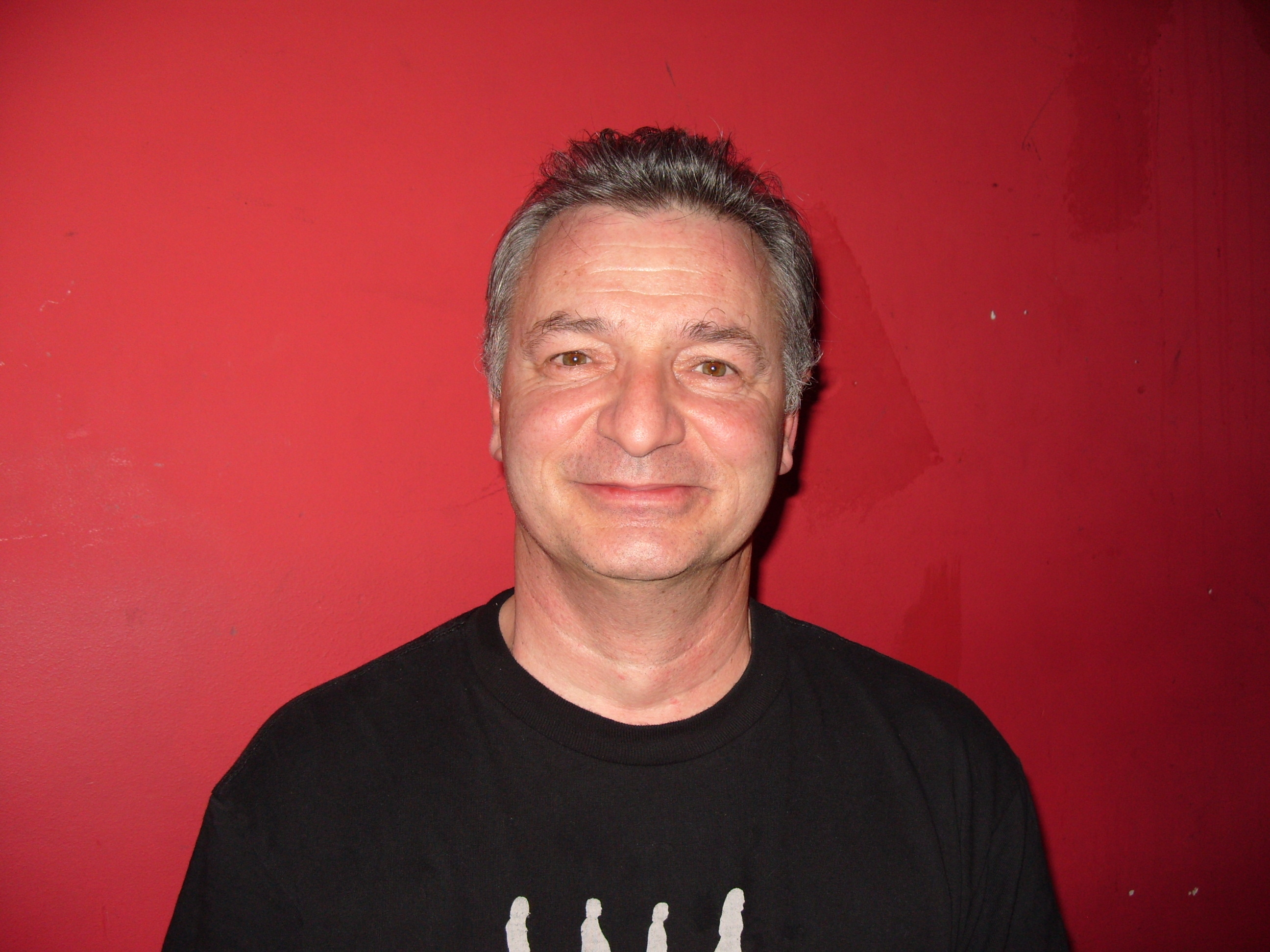
Michael Pan (2007)

Michael Pan (* 18. Oktober 1952 in Madrid als Michael Nathan) ist ein deutscher Schauspieler, Synchronsprecher sowie Sprecher von Hörspielen und Hörbüchern.

## Leben
Michael Pans Vater war der Kabarettist und Chansonnier Peter Pan alias Alfred Nathan, der wegen des nationalsozialistischen Regimes nach Spanien emigriert war. Dort wurde Michael Pan 1952 geboren. 1957 siedelte die Familie nach Deutschland über. Auf Einladung des Schauspielers Ernst Busch zog Peter Pan 1958 nach Ost-Berlin. Hier gab sein Sohn Michael an der Seite von Busch 1960 im Alter von nur acht Jahren am Berliner Ensemble sein Bühnendebüt in einer Aufführung von Bertolt Brechts Leben des Galilei. Michael Pans Sohn David Nathan, u. a. die deutsche Standardstimme von Johnny Depp und Christian Bale, arbeitet ebenfalls als Synchron- und Hörspielsprecher. Ebenso übernahm Pans jüngerer Sohn Joshua Nathan zwischen 2010 und 2014 mehrere Sprechrollen.
Von 2002 bis 2011 sprach Michael Pan für Radio Eins, einem Radiosender des Rundfunk Berlin-Brandenburg, 1000 Folgen der Pop-Splits ein.

## Theater
In den Folgejahren arbeitete Pan als Kinderdarsteller am Berliner Ensemble und an der Volksbühne. 1970 nahm er ein Schauspielstudium an der Staatlichen Schauspielschule Ernst Busch in Berlin-Schöneweide auf, das er 1973 abschloss. Es folgten Engagements in Berlin und Gera. 1974 wechselte Pan an das Deutsche Theater Berlin, in dessen Ensemble er bis 1989 blieb. Zudem agierte er im dortigen Pantomime-Ensemble. Daneben gab er Gastspiele am Maxim-Gorki-Theater sowie an der Deutschen Staatsoper in Berlin.
1987 stellte Pan einen Antrag auf Entlassung aus der Staatsbürgerschaft der DDR, der zwei Jahre später bewilligt wurde. Seither arbeitet er als freischaffender Künstler an verschiedenen Berliner Bühnen und Revuen.

## Film und Fernsehen
Bereits 1962 gab Pan mit der Familienkomödie Igelfreundschaft sein Spielfilmdebüt. Daneben spielte er neben Helga Göring eine feste Rolle in der Fernsehserie Ein Zimmer mit Ausblick, in mehreren Komödien um Maxe Baumann (Gerd E. Schäfer), im Fernsehfilm Der Lude über Horst Wessel, neben Meret Becker im Krimi Null Uhr 12 und absolvierte Gastauftritte in Fernsehserien wie Der Staatsanwalt hat das Wort, Nikola, SOKO Leipzig und Polizeiruf 110 (in der Folge Auskünfte in Blindenschrift war er als Polizeileutnant zu sehen). Im sozialkritischen Fernsehspiel Zwei Freunde in Preußen oder Ob ein edler Jude etwas Ungewöhnliches sei über Antisemitismus und die Freundschaft zwischen Gotthold Ephraim Lessing (dargestellt von Jan Spitzer) und Moses Mendelssohn verkörperte Pan den Philosophen, der als Vorbild für Lessings Nathan gilt.

## Synchronisation (Auswahl)
Bekanntheit erreichte Pan durch seine Stimme. Als Synchronsprecher lieh er internationalen Schauspielkollegen seine Stimme, darunter Christian Clavier und Clovis Cornillac in den Asterix-Filmen, Martin Short (u. a. Mars Attacks!, Damages und Alice im Wunderland), David Hyde Pierce in der Comedy-Serie Frasier, Ryo Saeba in der Anime-Serie City Hunter, Gavin MacLeod in der Mary Tyler Moore Show, Hugh Laurie in Peter’s Friends, Peter Scolari in der Serienfassung von Liebling, ich habe die Kinder geschrumpft, Dilbert in der Animationsserie Dilbert und Brent Spiner als Lt. Cmdr. Data in Raumschiff Enterprise: Das nächste Jahrhundert und Star Trek: Picard, sowie den Star-Trek-Kinofilmen Star Trek: Treffen der Generationen, Star Trek: Der erste Kontakt, Star Trek: Der Aufstand und Star Trek: Nemesis. In der Roddenberry-Schöpfung Earth Final Conflict gibt er dem Taelon Zo’or seine Stimme. In der amerikanischen Serie Supernatural spricht er den Erzengel Gabriel und weitere Nebendarsteller. In Ninjago synchronisierte er mehrere kleine Rollen, erreichte jedoch mit der Rolle des Meister Chen in der 4. Staffel seinen Höhepunkt.
Des Weiteren lieh er dem Asgard Thor in Stargate SG1 seine Stimme sowie 2009 dem Autobot Skids in Transformers – Die Rache. Für die Serie Breaking Bad sowie deren Spin-off Better Call Saul übernahm er die Synchronisation des Anwaltes Saul Goodman (Bob Odenkirk), und in der kanadischen Fernsehserie Being Erica – Alles auf Anfang die des Gary Strange. Außerdem spricht er die Rolle des Don Conrado Sol in der amerikanischen Fernsehserie El Chapo. In Neusynchronisationen gibt er dem französischen Schauspieler Louis de Funès seine Stimme. Zudem spricht er in zwei norwegischen Filmen die Rolle des Titelhelden Elling.
In der Serie Star Wars: The Clone Wars sprach Pan den Charakter Bannamu.
Außerdem war er in den Anime Dragon Ball Z, Dragonball Z Kai, Black Butler und Detektiv Conan zu hören und wirkte an den deutschen Fassungen von Monk, S.W.A.T. und Inspector Barnaby mit.
Pan ist auch durch die Titelrolle in der Zeichentrickserie Isnogud oder den Anti-Helden Freddi Faulig (Stefán Karl Stefánsson) in der isländischen Kinderserie Lazy Town bekannt sowie als Erzähler und Patchy der Pirat in SpongeBob Schwammkopf. Zudem lieh er seine Stimme dem Papagei Jago in der Zeichentrickserie Disneys Aladdin, ebenso in der gleichnamigen Realverfilmung.
Für das im Sommer 2009 erschienene Computerspiel Batman: Arkham Asylum lieh er dem Schurken Scarecrow seine Stimme, 2015 wiederholte er diese Rolle in Batman: Arkham Knight. Für die Anime-Adaption des Mangas Black Butler lieh er seine Stimme dem Undertaker. In der Serie My Little Pony – Freundschaft ist Magie synchronisiert er seit 2012 die wiederkehrende Gastrolle Discord, im englischsprachigen Original gesprochen von John de Lancie. Darüber hinaus spricht er Cheezi in der aktuell laufenden Kinderserie Die Garde der Löwen (The Lion Guard).
In jungen Jahren lieh er außerdem, damals noch für die DEFA, in verschiedenen Episoden der dänischen Ganovenserie Die Olsenbande Jes Holtsø seine Stimme, der dort die Rolle des Børge spielte. Des Weiteren sprach er den Iwan im russischen Zeichentrickfilm Das bucklige Pferdchen (1975).
Pan lieh in der Netflix Originalserie F Is for Family aus dem Jahr 2015 der Titelrolle Frank Murphy seine Stimme.
2022 sprach er im Videospiel Return to Monkey Island die Rolle des Stan S. Stanman.

## Tätigkeit als Sänger
Er ist in Filmen oft als Sänger aktiv. Er war auch neben Charles Rettinghaus auf der Maxi-CD Trekker – Energie von 1995 zu hören, in der die beiden ihre Rollen Data und Geordi La Forge verkörperten.

## Hörspiele (Auswahl)
- 1986:  Aleksandar Obrenović: Der süße Duft der Erneuerung (Milan) – Regie: Aleksandar Obrenović (Hörspiel – Rundfunk der DDR)
- 2006–2007 (Komplett Veröffentlichung 2007): Star Wars: Labyrinth des Bösen (Hörspiel, nach dem gleichnamigen Roman von James Luceno) als Offizier, - ISBN 978-3-8291-2087-6 – Buch und Regie Oliver Döring

In der Hörspielserie Das Sternentor spricht Pan die Rolle des Camiel. In der Hörspielserie Offenbarung 23 ist er bis Episode 30 als NSA-Agent Miles Davison zu hören, ab Episode 30 in der Rolle des Hendrik van Boysen. Ebenfalls spricht er den Papageien Caruso in dem Hörspiel Tiger Taps und in der Hörspielserie Mark Brandis: Weltraumpartisanen die Figur des Bordingenieurs William Xuma. In der Lady Bedfort Episode Lady Bedfort und die Trauer der Zigeuner leiht er dem Charakter Bunie seine Stimme. Darüber hinaus vertont Pan Figuren in Video- und Computerspielen, darunter die Figur des Inquisitors in Sacred 2 (2008). Auch in der an Sacred 2 angelehnten Hörspielreihe leiht Pan der Figur des Großinquisitors seine Stimme.
Im Rahmen inszenierter Lesungen und Live-Hörspiele vor Publikum tritt Pan zudem mehrmals im Jahr in Oliver Rohrbecks Lauscherlounge und Drehbuchlounge in Berlin auf.
Zudem hat Michael Pan in mehreren kleinen Rollen in John Sinclair – Der Geisterjäger und Benjamin Blümchen seine Stimme zur Verfügung gestellt.

## Hörbücher (Auswahl)
- 2007: Christoph Hardebusch: Die Trolle (Audible exklusiv)
- 2009: Gottfried August Bürger: Freiherr von Münchhausen (Audible exklusiv)
- 2011: Max Brooks: World War Z: Operation Zombie, Random House Audio (gemeinsam mit David Nathan)
- 2013: Dave Duncan: Dunkles Licht (Audible exklusiv)

## Filmografie (Auswahl)
- 1962: Die Igelfreundschaft
- 1965: Engel im Fegefeuer
- 1970: Caesar und Cleopatra (Theateraufzeichnung)
- 1971: Du und ich und Klein-Paris
- 1971: Mein lieber Robinson
- 1972: Polizeiruf 110 – Die Maske (TV-Reihe)
- 1973: Der Staatsanwalt hat das Wort: Die Kraftprobe (TV-Reihe)
- 1974: Looping
- 1976: Maxe Baumann: Ferien ohne Ende (TV-Reihe)
- 1977: Der Staatsanwalt hat das Wort: Eine Drachme aus Syrakus (TV-Reihe)
- 1977: Zweite Liebe – ehrenamtlich
- 1978: Ein Zimmer mit Ausblick (Mini-Serie, 7 Teile)
- 1978: Maxe Baumann: Max auf Reisen (TV-Reihe)
- 1979: Maxe Baumann: Überraschung für Max (TV-Reihe)
- 1980: Salz und Brot und gute Laune
- 1981: Zwei Freunde in Preußen (Fernsehfilm)
- 1983: Polizeiruf 110 – Auskünfte in Blindenschrift (TV-Reihe)
- 1983: Polizeiruf 110 – Die Spur des 13. Apostels (TV-Reihe)
- 1984: Der Lude
- 1985: Die dritte Frau (Fernseh-Zweiteiler)
- 1987: Der Freischütz in Berlin
- 1987: Der Staatsanwalt hat das Wort: Leben auf Vorschuß
- 1993: Polizeiruf 110 – Tod im Kraftwerk (TV-Reihe)
- 2001: Null Uhr 12
- 2003: SOKO Leipzig: Verhängnisvolle Heimkehr
- 2005: Nikola: Das Ende
- 2007: Die Rosenheim-Cops – Die tote Geliebte
- 2008: Der Kriminalist: Mauer im Kopf
- 2009: Tatort – Bluthochzeit (TV-Reihe)
- 2010: Da kommt Kalle – Ungebetener Besuch (TV-Serie)
- 2011: Tatort – Rendezvous mit dem Tod
- 2015: Weissensee (TV-Serie)

## Sprechrollen (Auswahl)
Bob Odenkirk
- 1997: Alle lieben Raymond (Fernsehserie) als Scott Preman (Folge 2x10 „Kahle Adler“)
- 2000: Ed – Der Bowling-Anwalt (Fernsehserie) als Rev. Richie Porter (Folge 1x14 „Der Valentinstag“)
- 2008: Weeds – Kleine Deals unter Nachbarn (Fernsehserie) als Barry (Folge 4x11 „Kopfkäse“)
- 2009–2013: Breaking Bad (Fernsehserie) als Saul Goodman
- 2015–2022: Better Call Saul (Fernsehserie) als James Morgan „Jimmy“ McGill / Saul Goodman
- 2015: Freaks of Nature als Shooter Parker
- 2013: The Office (Fernsehserie) als Mark (Folge 9x16 „Es muss weitergehen“) (Synchro 2021)
- 2017: The Disaster Artist als Schauspiellehrer
- 2017: Girlfriend’s Day als Ray Wentworth
- 2019: The Kominsky Method (Fernsehserie) als Dr. Eugene Shenckman (Folge 2x05 „Kapitel 13: Ein Shenckman ist zweideutig“)
- 2019: Dolemite Is My Name als Lawrence
- 2019, 2022: Undone (Fernsehserie) als Jacob Winograd
- 2021: Mom (Fernsehserie) als Hank (Folge 8x12 „Die pikante Plakatwand“)
- 2021: Nobody als Hutch Mansell / Nobody

Tom Kenny
- seit 1999: SpongeBob Schwammkopf (Fernsehserie) als Jacques Cousteau (Erzähler) und Patchy, der Pirat
- 2004: Der SpongeBob Schwammkopf Film als Jacques Cousteau (Erzähler)
- 2004–2008: The Batman (Fernsehserie) als Oswald Cobblepot / Pinguin
- 2005: The Batman vs Dracula: The Animated Movie als Oswald Cobblepot / Pinguin
- 2009: Transformers – Die Rache als Skids
- 2011: Big Time Rush (Fernsehserie) als Patchy, der Pirat (Folgen 2x12 und 2x13 „Big Time – Strandparty“)
- 2018: Batman Ninja als Oswald Cobblepot / Pinguin
- 2018–2019: 3 von oben: Geschichten aus Arcadia (Fernsehserie) als Dad „Ricky“ Leer
- 2019: Batman vs. Teenage Mutant Ninja Turtles als Oswald Cobblepot / Pinguin
- 2020: Die Zauberer: Geschichten aus Arcadia (Fernsehserie) als Dad „Ricky“ Leer (Folgen 1x8 und 1x10)
- 2020: SpongeBob Schwammkopf: Eine schwammtastische Rettung als Jacques Cousteau (Erzähler)
- 2021–2024: Kamp Koral: SpongeBobs Kinderjahre (Fernsehserie) als Jacques Cousteau (Erzähler)
- 2021: Trolljäger: Das Erwachen der Titanen als Dad „Ricky“ Leer
- 2024: Rettet Bikini Bottom: Der Sandy Cheeks Film als Jacques Cousteau (Erzähler)

Richard Kind
- 1996–2002: Chaos City (Fernsehserie) als Paul Thomas Lassiter
- 2002–2006: Still Standing (Fernsehserie) als Dr. Nathan Gerber
- 2003–2004: Scrubs – Die Anfänger (Fernsehserie) als Harvey Corman
- 2005: The Producers als Der Geschworenenführer
- 2005: Verliebt in eine Hexe als Abner Kravitz
- 2007: Psych (Fernsehserie) als Hugo (Folge 1x10 „Erde ruft Lassiter“)
- 2007: Two and a Half Men (Fernsehserie) als Artie (Folge 5x08 „Wer liebt die Kinder?“)
- 2009: Lass es, Larry! (Fernsehserie) als Cousin Andy (Folge 7x07 „Der schwarze Schwan“) (2. Stimme)
- 2009: A Serious Man als Onkel Arthur Gopnik
- 2010: Ehe ist… (Fernsehserie) als Charlie (Folge 3x17 „Des Bruders Hüter / Mr. T und die Männer“)
- 2010: Burn Notice (Fernsehserie) als Marv
- 2011: Harry’s Law (Fernsehserie) als Marty Slumach (Folge 1x10 „Vorhang auf“)
- 2011: Mr. Sunshine (Fernsehserie) als Rod McDaniel (Folge 1x08 „Der Assistent“)
- 2012: Argo als Max Klein
- 2013: Good Wife (Fernsehserie) als Alan Davies (Folge 5x06 „Der Tag danach“)
- 2014–2017, 2019: Gotham (Fernsehserie) als Bürgermeister Aubrey James
- 2014–2017: Red Oaks (Fernsehserie) als Sam Meyers
- 2014: Glee (Fernsehserie) als Mr. Rifkin (Folge 5x18 „Plan B“)
- 2014: The Middle (Fernsehserie) als Kieferorthopäde Dr. Niller (Folge 6x01 „Das Jahr der Sue“)
- 2014: The Angriest Man in Brooklyn als Bix Field
- 2014: Sam O’Cool – Ein schräger Vogel hebt ab als Michka
- 2015: Alles steht Kopf als Bing Bong
- 2016: Elementary (Fernsehserie) als Trent Garby (Folge 4x13 „Pilzkultur“)
- 2016: Alles was wir hatten als Marty
- 2017: The Quest – Die Serie (Fernsehserie) als Bennie Konopka (Folge 4x02 „Die Göttin des Glücks“)
- 2017: Disjointed (Fernsehserie) als Special Agent Schwartz (Folge 1x10 „Scheußlich“)
- 2017: I’m Dying Up Here (Fernsehserie) als Marty Dansak
- 2017–2020: Rapunzel – Die Serie (Fernsehserie) als Onkel Monty
- 2018–2019: Young Sheldon (Fernsehserie) als Ira Rosenbloom
- 2019, 2022: The Good Fight (Fernsehserie) als Richter Alan Davies (Folgen 3x02 und 6x01)
- 2019–2023: The Other Two (Fernsehserie) als Skip Schamplin
- 2021: Die Flummel als Wally
- 2021: Tick, Tick… Boom! als Walter Bloom
- 2022: Run & Gun als Grayson
- seit 2022: The Watcher (Fernsehserie) als Mitch

Brent Spiner
- 1987–1994: Raumschiff Enterprise – Das nächste Jahrhundert als Lieutenant Commander Data und Lore (2. Synchro TV)
- 1994: Star Trek: Treffen der Generationen als Lieutenant Commander Data
- 1996: Outer Limits – Die unbekannte Dimension (Fernsehserie) als Prof. Trent Davis (Folge 2x16 „Gehirnwäsche“)
- 1996: Independence Day als Dr. Brackish Okun
- 1996: Star Trek: Der erste Kontakt als Lieutenant Commander Data
- 1998: Star Trek: Der Aufstand als Lieutenant Commander Data
- 1999: Rising Star als Earl Mills
- 2002: Star Trek: Nemesis als Lieutenant Commander Data / B4
- 2004: Friends (Fernsehserie) als Campbell (Folge 10x14 „Prinzessin Consuela“)
- 2004–2005: Star Trek: Enterprise (Fernsehserie) als Dr. Arik Soong und Lieutenant Commander Data
- 2005: Joey (Fernsehserie) als Brent Spiner (Folge 1x14 „Die Premierenfeier“)
- 2005–2006: Nemesis – Der Angriff (Fernsehserie) als Dr. Nigel Fenway
- 2006: Material Girls als Tommy Katzenbach (TV-Fassung)
- 2011: The Big Bang Theory (Fernsehserie) als Brent Spiner (Folge 5x05 „Ab nach Baikonur!“)
- 2011: Young Justice (Fernsehserie) als Joker (Folge 1x14 „Aufdeckung“) (Synchro 2017)
- 2013: Wendell & Vinnie (Fernsehserie) als Brent Spiner (Folge 1x14 „Schwindel & Vinnie“)
- 2014: Ray Donovan (Fernsehserie) als Therapeut
- 2015–2016: Blunt Talk (Fernsehserie) als Phil
- 2016: Independence Day: Wiederkehr als Dr. Brakish Okun
- 2017: The Blacklist (Fernsehserie) als Der Architekt (Folge 4x14 „Der Architekt (Nr. 107)“)
- 2020: Penny Dreadful: City of Angels (Fernsehserie) als Ned Vanderhoff
- 2020–2023: Star Trek: Picard (Fernsehserie) als Data, Lore, B-4, Dr. Altan Inigo Soong u. a.

Martin Short
- 1991: Reine Glückssache als Eugene Proctor
- 1993: Captain Ron als Martin Harvey
- 1995: Ein Geschenk des Himmels – Vater der Braut 2 als Franck Eggelhoffer
- 1996: Mars Attacks! als Pressesekretär Jerry Ross
- 1997: Aus dem Dschungel, in den Dschungel als Richard Kempster
- 1997: Der Zauberwunsch als Murray
- 1999: Alice im Wunderland als Hutmacher
- 1999: Mumford als Lionel Dillard
- 2001: Ein Kuss mit Folgen als Rodney
- 2001: Ran an die Braut als Dr. Desmond Forrest Oates
- 2002: Lass es, Larry! (Fernsehserie) als Martin Short (Folge 3x05 „The Terrorist Attack“)
- 2003: 101 Dalmatiner Teil 2 – Auf kleinen Pfoten zum großen Star! als Lars
- 2004: Barbie als Die Prinzessin und das Dorfmädchen als Preminger
- 2006: Santa Clause 3 – Eine frostige Bescherung als Jack Frost
- 2008: Die Geheimnisse der Spiderwicks als Thimbletack
- 2010: Damages – Im Netz der Macht (Fernsehserie) als Leonard Winstone
- 2010–2018: Der Kater mit Hut (Fernsehserie) als Kater mit Hut
- 2011–2012: How I Met Your Mother (Fernsehserie) als Garrison Cootes
- 2011: Weeds – Kleine Deals unter Nachbarn (Fernsehserie) als Steward Havens
- 2014: Inherent Vice – Natürliche Mängel als Dr. Rudy Blatnoyd
- 2014–2015: Mulaney (Fernsehserie) als Lou Cannon
- 2016: Modern Family (Fernsehserie) als Merv Schechter (Folge 8x03 „Kinder-Überraschungen“)
- 2019: The Morning Show (Fernsehserie) als Dick Lundry (Folgen 3x03 und 3x08)
- seit 2021: Only Murders in the Building (Fernsehserie) als Oliver Putnam

Wallace Shawn
- 2008–2012: Gossip Girl (Fernsehserie) als Cyrus Rose
- 2012: Vamps – Dating mit Biss als Dr. Van Helsing
- 2013: Zugelassen – Gib der Liebe eine Chance als Clarence
- 2015: Maggies Plan als Klieger
- 2016–2018: Mozart in the Jungle (Fernsehserie) als Winslow
- 2017: Eine ganz andere Hochzeit als Albert
- 2018: Book Club – Das Beste kommt noch als Dr. Derek
- 2019: Die Simpsons (Fernsehserie) als Wallace (Folge 30x16 „Mission Simpossible“)

Christian Clavier
- 1999: Asterix und Obelix gegen Caesar als Asterix
- 2002: Asterix & Obelix: Mission Kleopatra als Asterix

Darrell Hammond
- 2003: Scary Movie 3 als Pater Muldoon
- 2013: Scary Movie 5 als Dr. Hall

### Filme
- 1967: Für Lucien Raimbourg in Asterix der Gallier als Miraculix (3. Synchro 2001 Sächsische Fassung)
- 1985: Für Roger Carel in Asterix – Sieg über Cäsar als Asterix (2. Synchro 2002 Berlinerische Fassung)
- 1990: Für Viggo Mortensen in Leatherface: Texas Chainsaw Massacre III als Eddie „Tex“ Sawyer
- 1990: Für Michael Hutchence in Roger Cormans Frankenstein als Percy Byshee Shelley
- 1991: Für Bill Irwin in Hot Shots! – Die Mutter aller Filme als Buzz Harley
- 1991: Für Anthony James in Die nackte Kanone 2½ als Hector Savage
- 1992: Für Anthony Edwards in Friedhof der Kuscheltiere II als Chase Matthews
- 1993: Für Jonathan Sagall in Schindlers Liste als Poldek Pfefferberg
- 1997: Für Harvey Jason in Vergessene Welt: Jurassic Park als Ajay Sidhu
- 2000: Für Timothy Spall in Chicken Run – Hennen rennen als Nick
- 2001: Für Leland Orser in Pearl Harbor als Major Jackson
- 2002: Für Alan Tudyk in Ice Age als Dab
- 2003: Für Tim Blake Nelson in Das Geheimnis von Green Lake als Mr. Pendanski / Mom
- 2004: Für Rob Paulsen in Micky, Donald, Goofy – Die drei Musketiere als Troubadour
- 2008: Für Clovis Cornillac in Asterix bei den Olympischen Spielen als Asterix
- 2009: Für Alain Chabat in Nachts im Museum 2 als Napoleon Bonaparte
- 2010: Für Jack White in Iron Man 2 als Jack
- 2016: Für Ian James Corlett in Ninjago: Tag der Erinnerungen als Meister Chen
- 2018: Für Toby Jones in Jurassic World: Das gefallene Königreich als Gunnar Eversoll
- 2023: Für Romesh Ranganathan in Chicken Run: Operation Nugget als Nick

### Serien
- 1995: Aladdin und der König der Diebe und Jago der Papagei (Kurzserie) als Jago
- 2003: Für Timothy Bottoms in Hier kommt Bush! als George W. Bush
- 2005–2006, 2013–2014: Für Stefán Karl Stefánsson in LazyTown als Freddie Faulig
- 2011–2022: Ninjago als Meister Chen u. a.
- 2011–2015: Für James Hong in Kung Fu Panda – Legenden mit Fell und Fu als Mr. Ping
- 2014–2020: Für Ben Giroux in Henry Danger als Der Toddler
- 2014–2016: Für Stephen Stanton in Die 7Z als Schlafmütz
- seit 2021: Für Henry Winkler in Monster bei der Arbeit als Fritz
- 2021: Für Hidenari Ugaki in Iroduku: Die Welt in allen Farben als Stellvertretender Schulleiter

## Theater
- 1967: George Bernard Shaw: Cäsar und Cleopatra (Ptolemäus) – Regie: Ottofritz Gaillard (Volksbühne Berlin)
- 1979: Gerhard Branstner: Kantine – Regie: Hartmut Ostrowsky (Deutsches Theater Berlin – Foyer)
- 1979: Jochen Thomas, Peter Ensikat: Bärchens Traum – Regie: Jochen Thomas (Palast der Republik)
- 1980: Friedrich Schiller: Maria Stuart (Okelly) – Regie: Thomas Langhoff (Deutsches Theater Berlin – Foyer)
- 1981: Jean-Claude Grumberg: Dreyfus (Radaubruder) – Regie: Ulrich Engelmann (Deutsches Theater Berlin im Berliner Arbeiter-Theater)
- 1981: Burkhart Seidemann: Blaubart – Regie: Burkhart Seidemann (Deutsches Theater Berlin)
- 1982: Michail Bulgakow: Verschwörung der Heuchler (Moyron) – Regie: Thomas Langhoff (Theater im Palast)
- 1982: Jochen Thomas, Peter Ensikat: Wie Bärchen zur Sonne flog – Regie: Jochen Thomas (Palast der Republik)
- 1981: Federico Garcia Lorca: Yerma – Regie: Klaus Erforth (Deutsches Theater Berlin)
- 1984: Jochen Thomas, Peter Ensikat: Bärchen sucht den Weihnachtsmann – Regie: Jochen Thomas (Palast der Republik)
- 1985: Emily Mann: Still Life – Regie: Barbara Abend (Theater im Palast)
- 1986: Wilfried Pröger: Clown Hopsa und Auweia – Regie: Hans Krüger (Pionierpalast „Ernst Thälmann“)
- 1986: Jochen Thomas, Elke Dierichs: Bärchens Weihnachtsüberraschung – Regie: Jochen Thomas (Palast der Republik)
- 1993: Alexander Iljinskij, Jürgen Nass: Träume – Regie: Jürgen Nass (Friedrichstadt-Palast – Kleine Revue)
- 1995: Christel Bodenstein: Sommernachtsträume – Regie: Christel Bodenstein (Friedrichstadt-Palast – Kleine Revue)
- 1999: Jörn Brumme, Lexa Thomas, Peter Schenderlein: Hexenzeit und die Kuh Lulu – Regie: Alexander Iljinskij (Friedrichstadt-Palast – Kinderrevue)
- 2008: Heinz Oskar Preibsch, Werner Lippmann: Die Kinder der Bounty – Regie: Isolde Matthesius (Friedrichstadt-Palast – Kinderrevue)